# 規制虫/-ZANGE-
「規制虫/-ZANGE-」(きせいちゅう/ざんげ)は、日本のヴィジュアル系バンドであるR指定が2018年3月14日に発売した、通算25枚目となるシングル。

## 概要
2018年の第1弾シングル。前作「毒廻る」から4か月後にリリースされた。17thシングル「包帯男/八幡の薮知らず」以来となる両A面シングル。通常盤2形態でのリリース。
収録曲はAタイプが『規制虫』『-ZANGE-』の順、BタイプがAタイプの逆で『-ZANGE-』『規制虫』の順となっている。

## 収録曲
1. 規制虫
2. -ZANGE-